# Vireux-Molhain
Vireux-Molhain est une commune française, située sur la rive gauche de la Meuse, dans le département des Ardennes en région Grand Est. Vireux-Molhain suscite un intérêt touristique particulier lié à la présence de sites d'une grande valeur culturelle ou historique, mais également à la vallée de la Meuse, à la forêt d'Ardenne et au passé industriel de la région.
À terme, Vireux-Molhain doit fusionner avec la commune voisine de Montigny-sur-Meuse pour former la commune nouvelle de Vireux-Molhain.

## Géographie

### Localisation
|                       | Viroinval ( Belgique) | Hierges            |
| Viroinval ( Belgique) | Vireux-Molhain        | Vireux-Wallerand   |
|                       |                       | Montigny-sur-Meuse |

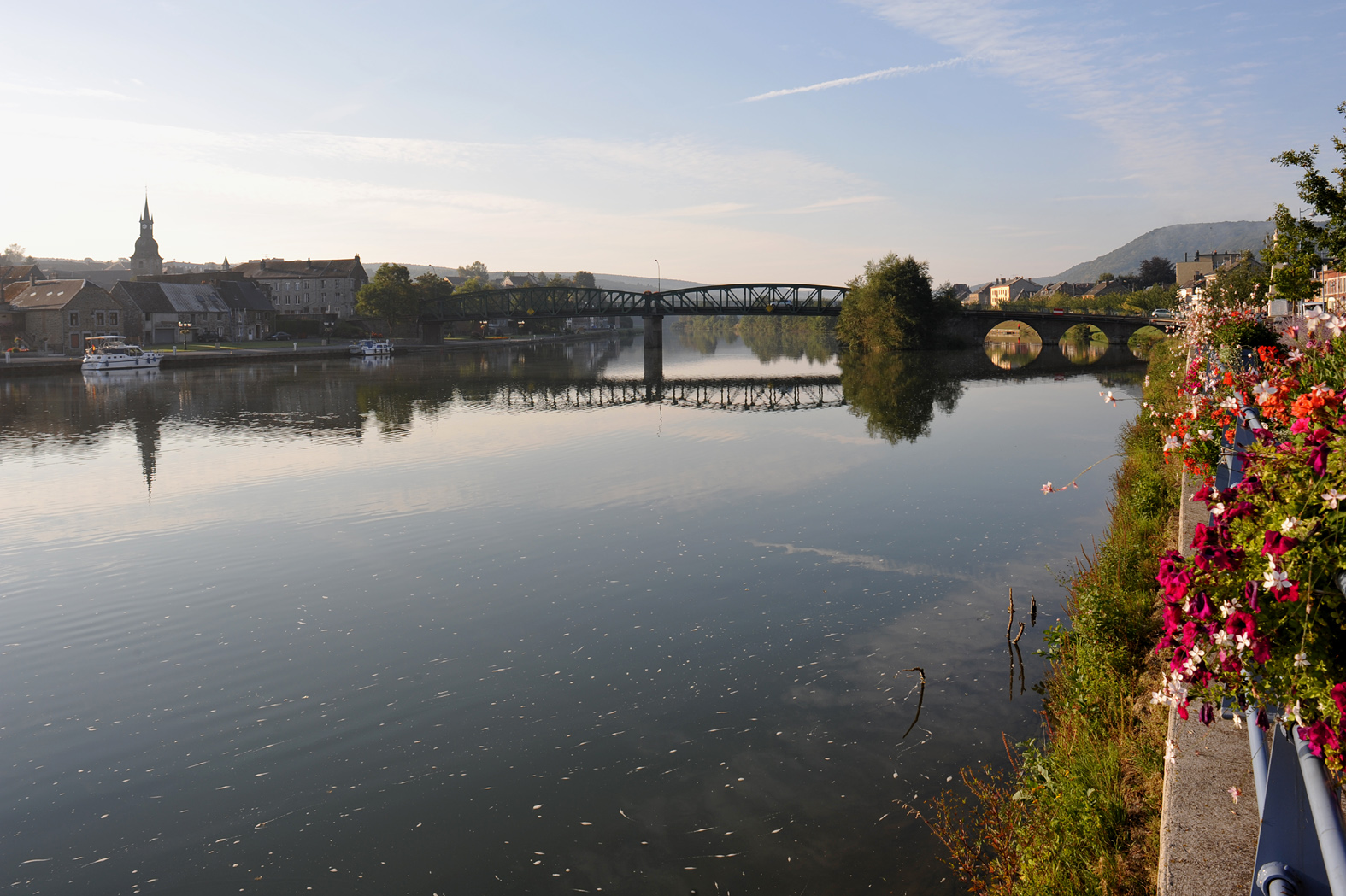
Pont sur la Meuse.

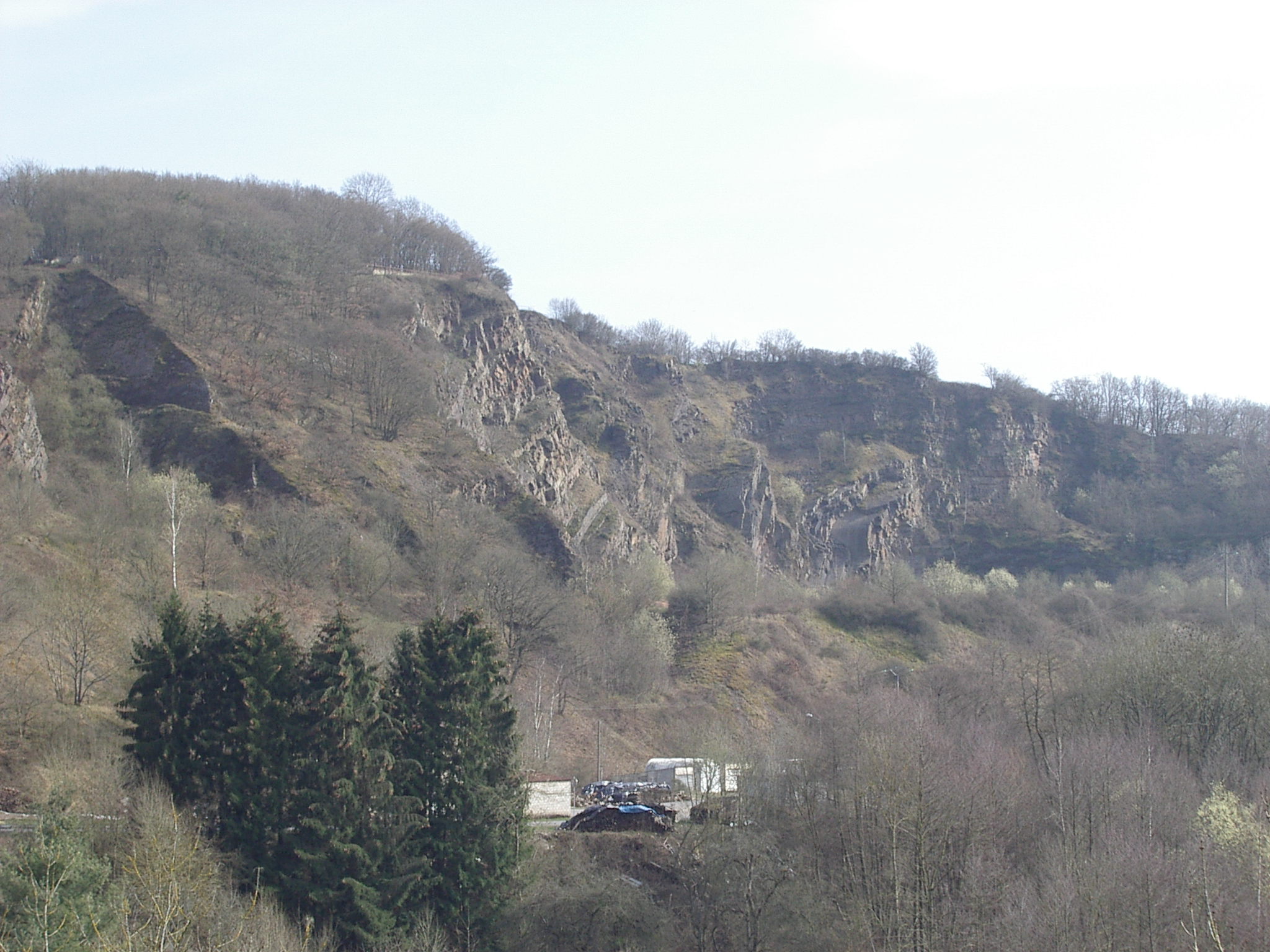
Mont Vireux.

C'est un village de la pointe des Ardennes (parfois nommée doigt, botte ou pointe de Givet), frontalier avec la Belgique. Posé sur la rive gauche de la Meuse au confluent du Viroin, dominé par le mont Vireux, Vireux-Molhain fait face à Vireux-Wallerand (rive droite de la Meuse). Les deux communes sont liées par un pont, mais également par le nom de leurs habitants, les Viroquois, et le nom du territoire, le Viroquois ou pays de Vireux.

### Hydrographie
La commune est dans le bassin versant de la Meuse au sein du bassin Rhin-Meuse. Elle est drainée par la Meuse, l'Eau Noire, le ruisseau Deluve, le ruisseau de Noire Epine, le ruisseau du Fond de la Racine et le ruisseau de Longnonvaux,.
La Meuse, d'une longueur de 486 km, est un fleuve européen qui prend sa source en France, dans la commune du Châtelet-sur-Meuse, à 409 mètres d'altitude, et se jette dans la mer du Nord après un cours long d'approximativement 950 kilomètres traversant la France, la Belgique et les Pays-Bas. Elle longe la commune sur son flanc est, s'écoulant du sud vers le nordsur une longueur d'environ 0,8 km.
L'Eau Noire, d'une longueur de 12 km en France, prend sa source sur le plateau de Rocroi, traverse l'Ardenne avant de rejoindre Couvin, en Belgique, et se jeter  dans l'Eau Blanche près de Dourbes pour donner naissance au Viroin.

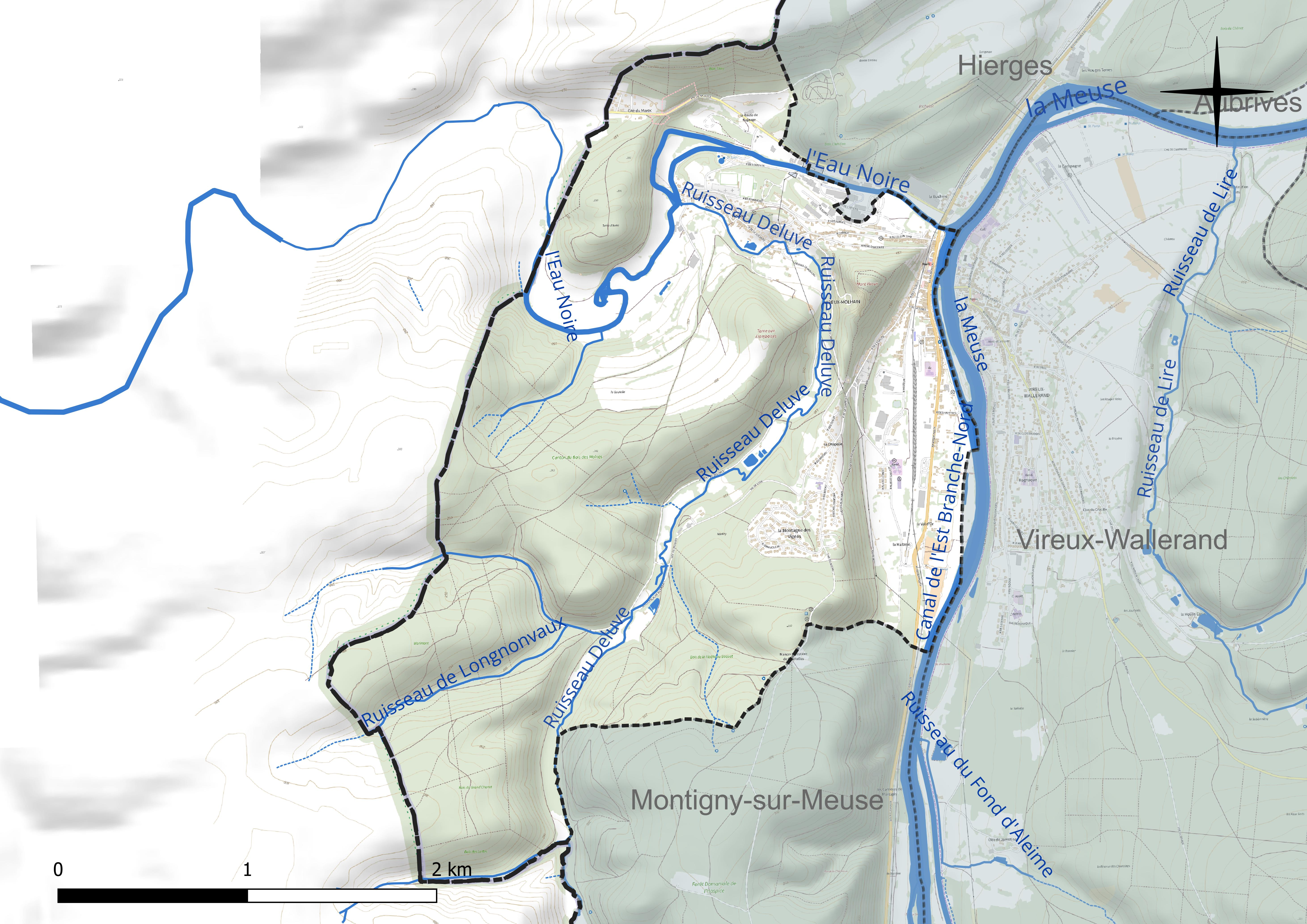
Réseau hydrographique de Vireux-Molhain.

### Climat
Pour des articles plus généraux, voir Climat du Grand Est et Climat des Ardennes.
En 2010, le climat de la commune est de type climat des marges montargnardes, selon une étude du Centre national de la recherche scientifique s'appuyant sur une série de données couvrant la période 1971-2000. En 2020, Météo-France publie une typologie des climats de la France métropolitaine dans laquelle la commune est exposée à un climat océanique altéré et est dans la région climatique  Lorraine, plateau de Langres, Morvan, caractérisée par un hiver rude (1,5 °C), des vents modérés et des brouillards fréquents en automne et hiver.
Pour la période 1971-2000, la température annuelle moyenne est de 10,6 °C, avec une amplitude thermique annuelle de 15,8 °C. Le cumul annuel moyen de précipitations est de 906 mm, avec 13,5 jours de précipitations en janvier et 9,6 jours en juillet. Pour la période 1991-2020, la température moyenne annuelle observée sur la station météorologique de Météo-France la plus proche, « Rocroi », sur la commune de Rocroi à 23 km à vol d'oiseau, est de 9,5 °C et le cumul annuel moyen de précipitations est de 1 210,4 mm. 
La température maximale relevée sur cette station est de 37,6 °C, atteinte le 25 juillet 2019 ; la température minimale est de −14,7 °C, atteinte le 4 février 2012,,.
Les paramètres climatiques de la commune ont été estimés pour le milieu du siècle (2041-2070) selon différents scénarios d'émission de gaz à effet de serre à partir des nouvelles projections climatiques de référence DRIAS-2020. Ils sont consultables sur un site dédié publié par Météo-France en novembre 2022.

## Urbanisme

### Typologie
Au 1er janvier 2024, Vireux-Molhain est catégorisée bourg rural, selon la nouvelle grille communale de densité à 7 niveaux définie par l'Insee en 2022.
Elle appartient à l'unité urbaine de Vireux-Wallerand, une agglomération intra-départementale dont elle est une commune de la banlieue,. Par ailleurs la commune fait partie de l'aire d'attraction de Givet, dont elle est une commune de la couronne,. Cette aire, qui regroupe 11 communes, est catégorisée dans les aires de moins de 50 000 habitants,.

### Occupation des sols
L'occupation des sols de la commune, telle qu'elle ressort de la base de données européenne d’occupation biophysique des sols Corine Land Cover (CLC), est marquée par l'importance des forêts et milieux semi-naturels (60,1 % en 2018), une proportion sensiblement équivalente à celle de 1990 (60,2 %). La répartition détaillée en 2018 est la suivante : 
forêts (60,1 %), prairies (17,3 %), zones urbanisées (13,1 %), cultures permanentes (4,3 %), zones agricoles hétérogènes (3,3 %), zones industrielles ou commerciales et réseaux de communication (1,3 %), eaux continentales (0,6 %). L'évolution de l’occupation des sols de la commune et de ses infrastructures peut être observée sur les différentes représentations cartographiques du territoire : la carte de Cassini (XVIIIe siècle), la carte d'état-major (1820-1866) et les cartes ou photos aériennes de l'IGN pour la période actuelle (1950 à aujourd'hui).

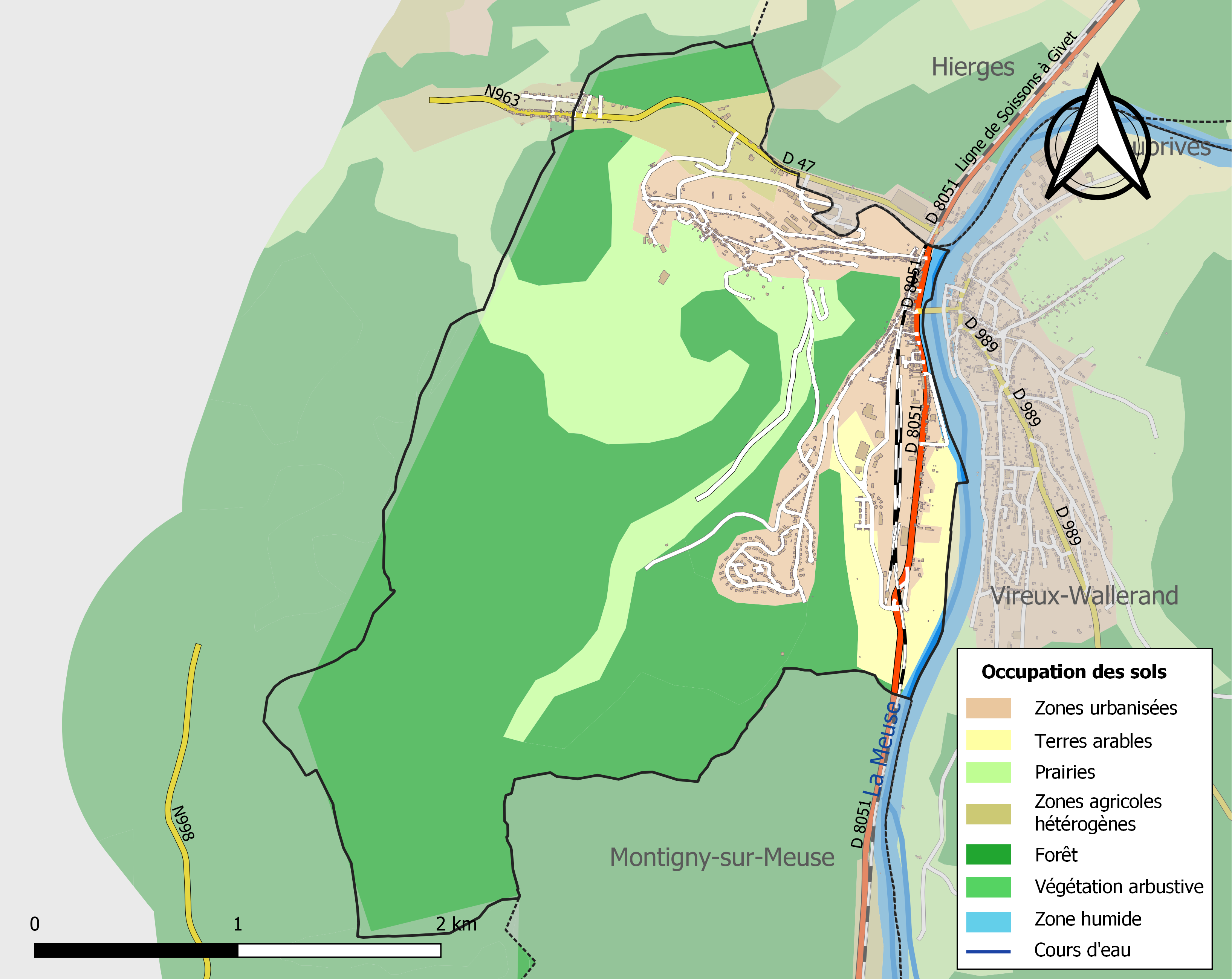
Carte des infrastructures et de l'occupation des sols de la commune en 2018 (CLC).

## Toponymie
Vireux est le nom d'une importante agglomération : comme Givet, le chef-lieu du canton, elle s'est développée sur les deux rives de la Meuse, d'où Vireux-Wallerand, rive droite, Vireux-Molhain, rive gauche,.

Vireux-Molhain, situé au confluent de la Meuse et du Viroin, a sans doute emprunté son nom à cette rivière,,.

Ses habitants sont appelés les Viroquois (un Viroquois, une Viroquoise).

## Histoire

### Gaule romaine
Des fourneaux, des crassiers (résidus de minerai fer fondu sur place), des vestiges témoignant d'une activité pérenne (cave, habitat), attestent de la présence d'un centre de métallurgie du fer au Ier siècle, sur les bords de la Meuse, peu avant la confluence avec le Viroin.
C'est probablement pour protéger cette activité économique et veiller sur le trafic fluvial que débute la fortification du mont Vireux au cours du IIIe siècle. Les premières incursions des peuples germaniques menacent l'Empire romain, incitant l'empereur Postume, et les Empereurs des Gaules qui lui succèdent, à renforcer les frontières.
Le site devient un castrum, les fouilles effectuées montrant une qualité remarquable de la construction. Il abrite une garnison, et connaît une intense activité jusqu'au milieu du IVe siècle. Il perd ensuite de son importance militaire mais continue à être occupé jusqu'au milieu du Ve siècle. On y trouve les traces de l'incorporation de guerriers francs comme officiers dans l'armée romaine. Cela préfigure l'intégration des cultures qui favorisera l'avènement de la dynastie des Mérovingiens.

### Moyen Âge
Le mont Vireux est à nouveau fortifié au Moyen Âge. Le four à pain, un des seuls vestiges du château fort des XIIIe – XIVe siècle, met en évidence le caractère féodal de la structure. Pendant cette période, trois hameaux se constituent : Molhain et Vireux-Saint-Martin occupent respectivement les rives du Viroin et de la Meuse, au pied des fortifications, alors que Vireux-le-Wallerand prend place sur la rive opposée de la Meuse.
L’église collégiale Notre-Dame-et-Saint-Ermel de Molhain existe depuis l’époque carolingienne : la crypte, partie la plus ancienne (VIIIe siècle), est de style préroman.
Elle fut longtemps un lieu de pèlerinage où l'on vénérait les reliques de saint Ermel, évêque missionnaire du pagus aduinnensis (civitas leodiensis, devenue plus tard la principauté de Liège), qu'elle abrita jusqu'en 1563.
Selon la légende, la collégiale aurait été fondée en 752 par dame Ada, veuve du comte Wibert de Poitiers, dotée de fonds par son cousin Pépin le Bref qui vient alors d'être sacré roi des Francs.
Les traces d'un incendie attestent de la destruction du château au début du XIVe siècle. C'est la fin de l'occupation militaire du mont Vireux, mais les hameaux prospèrent sous l'autorité de la principauté de Liège.
Le château a probablement été détruit par le prince-évêque de Liège alors souverain en ces terres (Thiébaut de Bar en 1307 ?)[réf. nécessaire].

## Politique et administration

### Liste des maires
| Période                                  | Période                   | Identité                                         | Étiquette    | Qualité                                                                                                 |
| ---------------------------------------- | ------------------------- | ------------------------------------------------ | ------------ | --- |
| avant 1876                               | après 1877                | Alexis Lavocat                                   |              | |
| 1968                                     | 1989                      | Albert Galliot                                   | SFIO-PS      | Médecin, conseiller général du canton de Givet (1958-1964 et 1976-1982) Suppléant du député André Lebon |
| 1989                                     | 2001                      | Désiré Dekens                                    | PS           | |
| mars 2001                                | mars 2008                 | André Majewski                                   | PCF          | Professeur d'histoire-géographie                                                                        |
| mars 2008                                | En cours (au 27 mai 2020) | Jean-Pol Devresse Réélu pour le mandat 2020-2026 | DVG puis DVD | Agriculteur, conseiller départemental depuis 2021                                                       |
| Les données manquantes sont à compléter. |                           |                                                  |              | |

Vireux-Molhain a adhéré à la charte du Parc naturel régional des Ardennes, à sa création en décembre 2011.

## Démographie
L'évolution du nombre d'habitants est connue à travers les recensements de la population effectués dans la commune depuis 1793. Pour les communes de moins de 10 000 habitants, une enquête de recensement portant sur toute la population est réalisée tous les cinq ans, les populations de référence des années intermédiaires étant quant à elles estimées par interpolation ou extrapolation. Pour la commune, le premier recensement exhaustif entrant dans le cadre du nouveau dispositif a été réalisé en 2008.

En 2022, la commune comptait 1 482 habitants, en évolution de −2,69 % par rapport à 2016 (Ardennes : −2,97 %, France hors Mayotte : +2,11 %).
| 1793 | 1800 | 1806 | 1821 | 1831 | 1836 | 1841 | 1846 | 1851 |
| ---- | ---- | ---- | ---- | ---- | ---- | ---- | ---- | ---- |
| 468  | 469  | 469  | 536  | 570  | 604  | 645  | 658  | 657  |

| 1866 | 1872  | 1876  | 1881  | 1886  | 1891  | 1896  | 1901  | 1906  |
| ---- | ----- | ----- | ----- | ----- | ----- | ----- | ----- | ----- |
| 972  | 1 126 | 1 209 | 1 330 | 1 510 | 1 410 | 1 380 | 1 422 | 1 497 |

| 1911  | 1921  | 1926  | 1931  | 1936  | 1946  | 1954  | 1962  | 1968  |
| ----- | ----- | ----- | ----- | ----- | ----- | ----- | ----- | ----- |
| 2 128 | 1 871 | 2 060 | 2 034 | 1 841 | 1 514 | 1 877 | 2 017 | 1 939 |

| 1975  | 1982  | 1990  | 1999  | 2006  | 2008  | 2013  | 2018  | 2022  |
| ----- | ----- | ----- | ----- | ----- | ----- | ----- | ----- | ----- |
| 2 039 | 1 936 | 1 923 | 1 835 | 1 710 | 1 674 | 1 589 | 1 473 | 1 482 |

## Culture locale et patrimoine

### Lieux et monuments
Réserve naturelle de Vireux-Molhain
Site géologique fossilifère communément appelé réserve du Mur des Douaniers.
Fortifications du mont Vireux
Vestiges d'un camp romain et de fortifications médiévales.
Église collégiale Saint-Ermel
Classée monument historique ainsi que de nombreuses pièces. On y trouve notamment une crypte du VIIIe siècle, une Mise au tombeau et une collection de statues en bois polychromes des XVe et XVIe siècles, un ensemble de dalles mortuaires (à partir du XIIIe siècle). La structure actuelle et la décoration intérieure sont du XVIIIe siècle.
Bornes frontières
Une série de 19 bornes frontières en pierre qui délimitaient la Principauté de Liège et témoignent de l'histoire de la frontière franco-belge.
Église Saint-Martin
Le bâtiment du XVIIIe siècle abrite un tableau classé du XVIIe siècle représentant une Vierge à l'Enfant Jésus remettant le rosaire à saint Dominique.

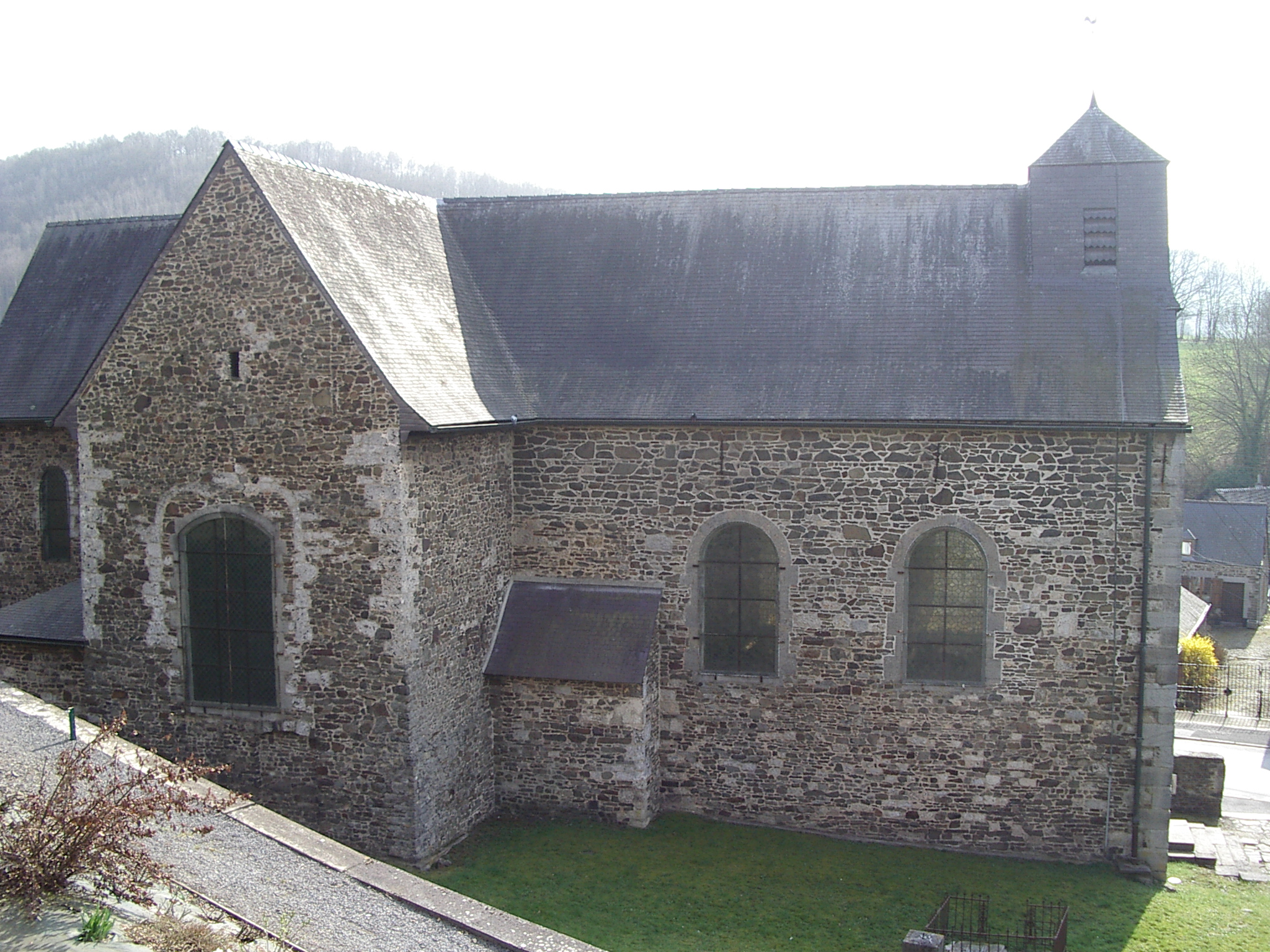
Collégiale Saint-Ermel.
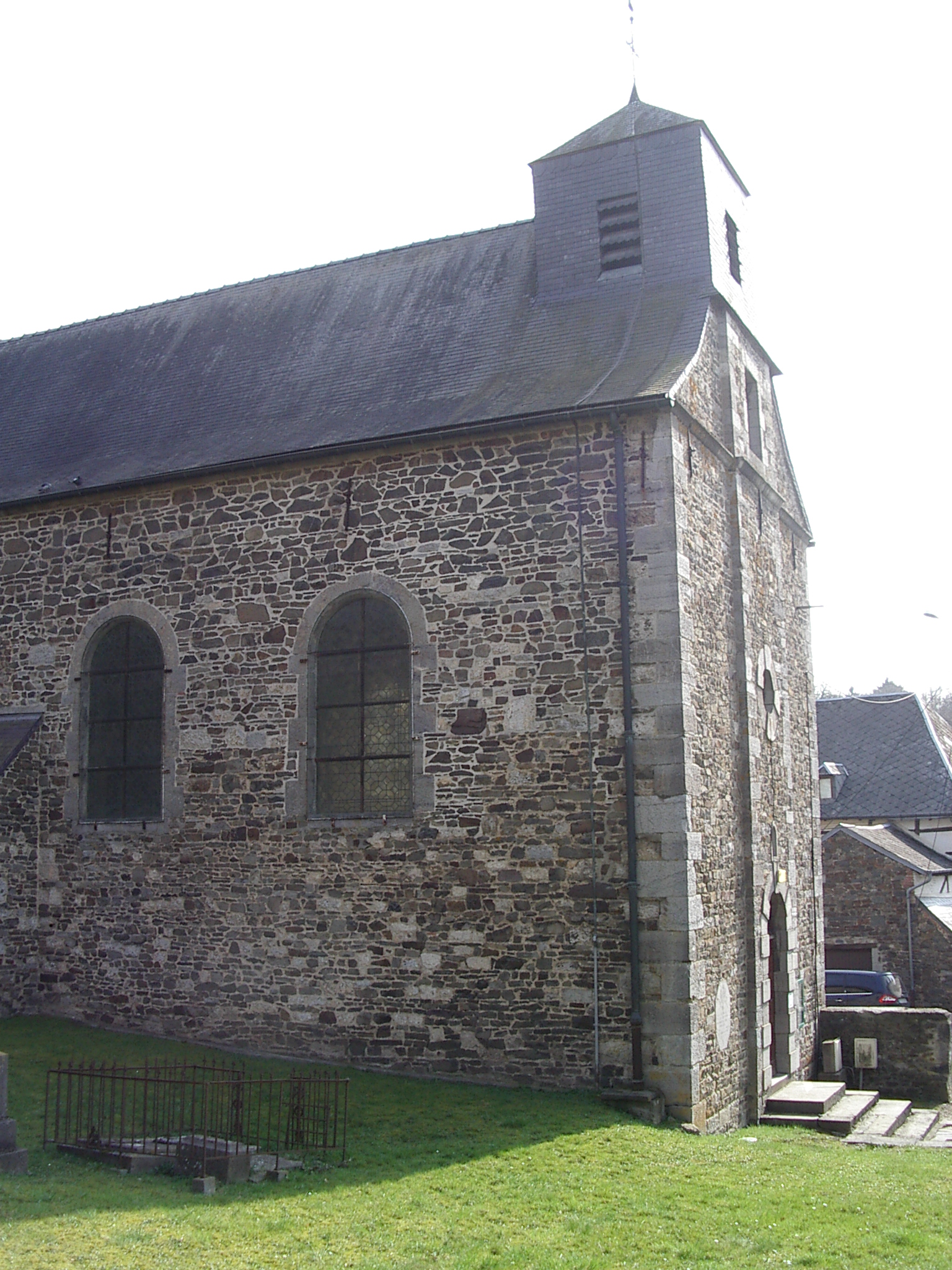
Collégiale Saint-Ermel.
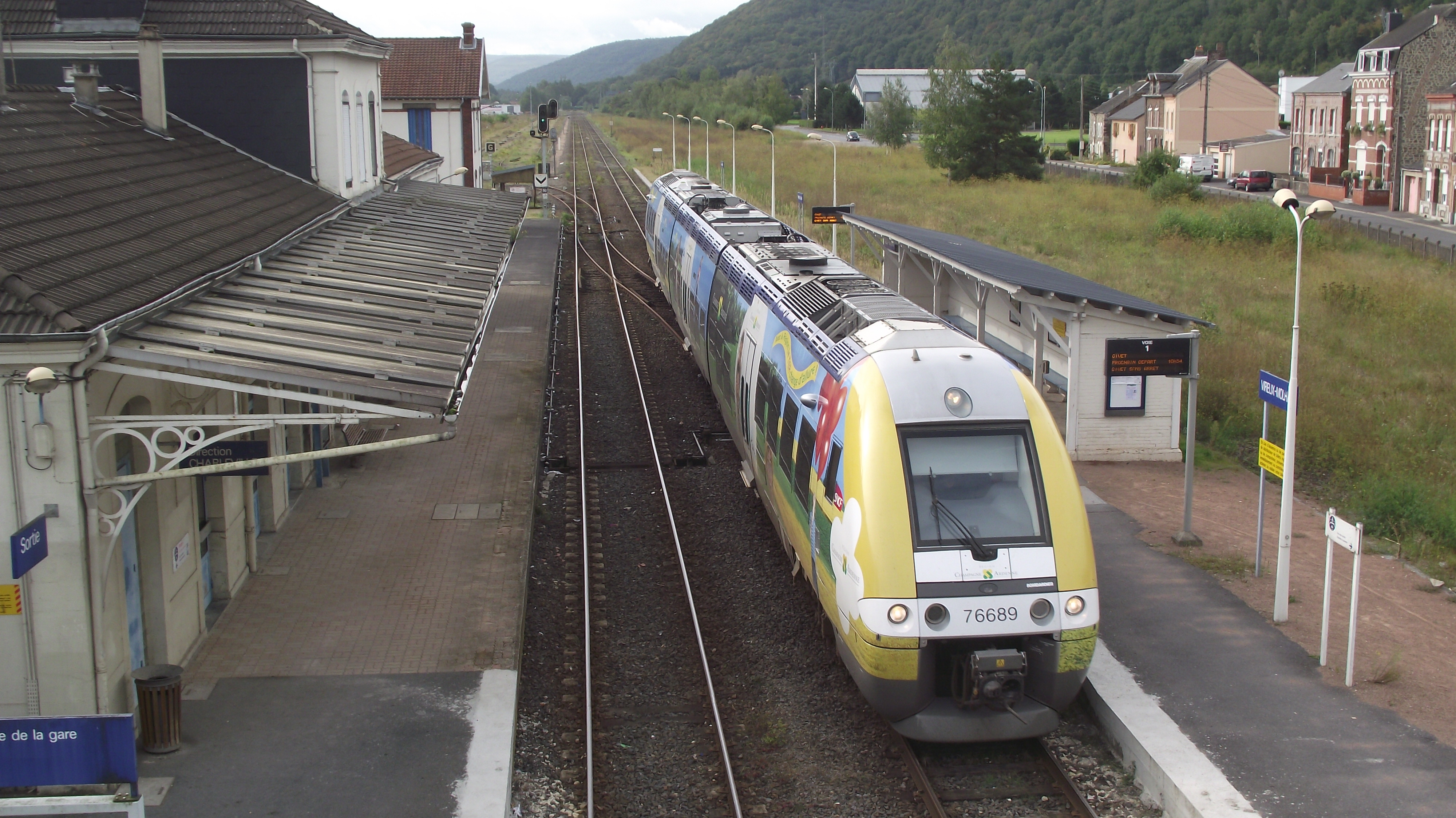
Gare de Vireux-Molhain.
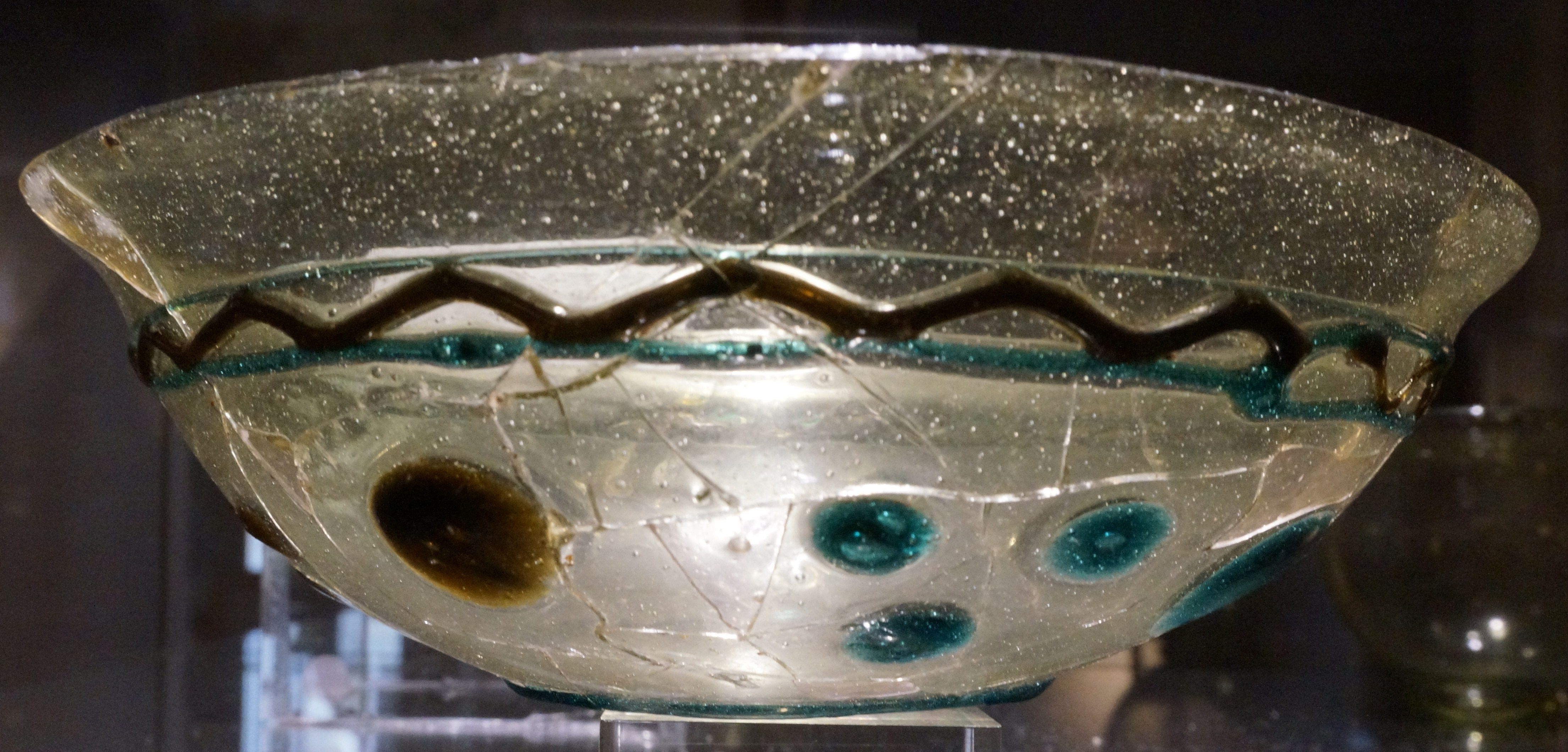
Coupe en verre du Ve siècle.
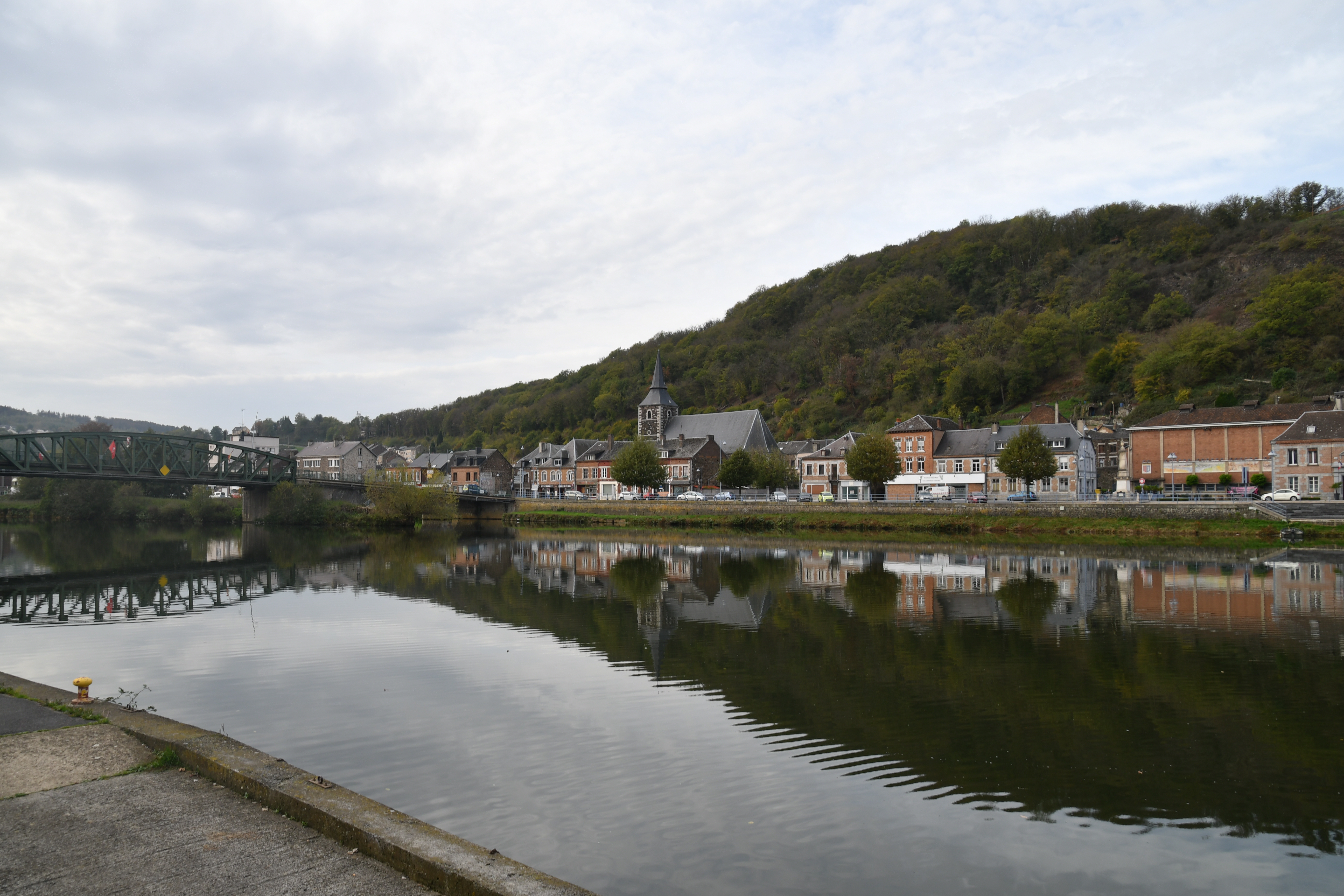
Vireux-Molhain et la Meuse

### Langue locale
Vireux-Molhain fait partie du domaine wallon de France. Le lexicographe Jules Waslet (wa), qui a consacré un ouvrage au dialecte de la région de Givet, considère que le wallon de Vireux-Molhain appartient à un ensemble qu'il appelle le sous-dialecte givetois d'oyi, d'après la manière d’exprimer l’adverbe d’affirmation oui sur ce territoire.

### Personnalités liées à la commune
- Antoine Joseph Bertrand (1767-1835), général des armées de la République et de l'Empire, né à Vireux-Molhain et décédé à Bertrange (Moselle).
- Pierre Lareppe (1897 - 1972), ouvrier puis homme politique et député des Ardennes, né à Vireux-Molhain et décédé à Nouzonville.

### Héraldique
| Armes de Vireux-Molhain | Les armes de Vireux-Molhain se blasonnent ainsi : Parti : au 1er d’argent aux trois fasces de gueules, au 2e d’azur à la vierge d’argent couronnée d’or, portant sur son bras senestre l’enfant aussi d’argent couronné aussi d’or et brandissant de sa dextre un sceptre du même. |